# Trésor de Middleham
Le trésor de Middleham est un trésor monétaire découvert à proximité de Middleham, dans le comté du Yorkshire du Nord en Angleterre. Il est daté de la période de la Première Révolution anglaise et est constitué de 5 099 pièces, toutes en argent. Il s'agit du plus grand dépôt monétaire découvert qui ait été enterré lors de la révolution anglaise. Ce trésor a été découvert en juin 1993 avec un Détecteur de métaux par William Caygill. Le trésor était contenu dans trois pots, répartis dans deux fosses. Ces dernières traduisent deux dates de dépositions légèrement différentes, vers la fin des années 1640. Le dépositaire est probablement le même pour les deux fosses. 
Les pièces sont aujourd'hui dispersée entre musées et collections privées. 54 d'entre elles ont rejoint la collection numismatique du Yorkshire Museum d'York.

## Découverte
William Caygill, un passionné de prospection au détecteur, a découvert ce trésor le 22 juin 1993 dans le sol du Cotescue Park dans la banlieue sud-ouest de la petite ville de Middleham. Caygill a tout d'abord découvert deux premiers pots - les pots A et B - puis, revenu deux jours plus tard, le troisième pot - le pot C.

## Sources
- (en) Cet article est partiellement ou en totalité issu de l’article de Wikipédia en anglais intitulé « Middleham Hoard » (voir la liste des auteurs).